# Vimperk
Vimperk anhörenⓘ (deutsch Winterberg) ist eine historische Stadt in Südböhmen. Sie hat ca. 7.400 Einwohner und liegt nahe der deutschen Grenze zu Niederbayern. In der Nähe der Stadt beginnen der Nationalpark Böhmerwald und das Landschaftsschutzgebiet Böhmerwald. Die Stadt wurde durch Glashüttenwesen und Buchdruck, später durch Textilindustrie, Elektronik- und Möbelproduktion bekannt.

## Geographie

### Geographische Lage
Vimperk befindet sich im östlichen Böhmerwald, am Fuße des Boubín (deutsch Kubani) im Tal der Volyňka.

### Stadtgliederung
Die Stadt Vimperk besteht aus folgenden Ortsteilen:
- Arnoštka (Ernstberg)
- Bořanovice (Borschanowitz)
- Boubská (Busk)
- Cejsice (Zeislitz)
- Hrabice (Rabitz): ZJS Brantlův Dvůr (Brantlhof), Hrabice, Kamenná Lhota und Městská Lada (Stadthaiden)
- Klášterec (Klösterle): ZJS Huťský Dvůr (Hüttenhof) und Klášterec
- Korkusova Huť (Korkushütten)
- Křesanov (Kresane)
- Lipka (Freiung)
- Michlova Huť (Helmbach, auch Michelhütte)
- Modlenice (Modlenitz)
- Pravětín (Gansau)
- Skláře (Glashütten)
- Solná Lhota (Salzweg)
- Sudslavice (Zutzlawitz)
- U Sloupů
- Veselka (Wessele)
- Vimperk I
- Vimperk II: ZJS Brantlův Dvůr (Brantlhof), Husova čtvrť, Městská lada, Nové sídliště, Pod Sklářským vrchem, Průmyslový obvod II, Schweiglův Dvůr (Schweigelhof), Sklářský vrch, Staré sídliště, U stadionu und Vimperk-střed
- Vimperk III: ZJS Pod Homolkou und Průmyslový obvod I
- Vnarovy (Urowitz)
- Výškovice (Wischkowitz)

Zu Vimperk gehören außerdem die Wohnplätze Brantlova Pila, Hájná Hora, Huť pod Boubínem (Tafelhütten), Michlův Mlýn, Na Drozdím Dvoře, Na Radosti, Paříž (Sobor), Šerava (Scherau), Smrčí, Stará Lipka (Alt Freiung), U Hospůdky, U Obory (Thiergarten), U Víseckých und Velký Dům (Großes Haus).
Das Gemeindegebiet gliedert sich in die Katastralbezirke Arnoštka, Bořanovice u Vimperka, Boubská, Hrabice, Huťský Dvůr, Klášterec u Vimperka, Korkusova Huť, Křesanov, Lipka u Vimperka, Michlova Huť, Pravětín, Skláře u Vimperka, Solná Lhota, Veselka u Vimperka, Vimperk und Výškovice u Vimperka.

### Nachbargemeinden
| Zdíkov      | Čkyně                                       | Bohumilice |
|             | Kompassrose, die auf Nachbargemeinden zeigt | Svatá Maří |
| Borová Lada | Kubova Huť, Horní Vltavice                  | Buk        |

### Klima
Vimperk hat ein feuchtes Kontinentalklima. Es gibt vier ausgeprägte Jahreszeiten mit ziemlich kalten und sonnigen Wintertagen. Die durchschnittlichen Temperaturen betragen im Juli nur 15,5 °C, die mittleren Temperaturen betragen im Januar −3,9 °C. Dies ist auf die geographische Lage am Ausläufer eines Mittelgebirges zurückzuführen. Der tiefste Punkt liegt 610 m über dem Meeresspiegel und der höchste Punkt erreicht 978 m über dem Meeresspiegel.
|                       | Jan  | Feb  | Mär  | Apr  | Mai  | Jun  | Jul  | Aug  | Sep  | Okt  | Nov  | Dez  |   |      |
| Mittl. Tagesmax. (°C) | −0,7 | 0,8  | 6,1  | 11,1 | 16,3 | 19,3 | 21,0 | 20,6 | 16,9 | 11,2 | 4,4  | 0,7  | ⌀ | 10,7 |
| Mittl. Tagesmin. (°C) | −7,0 | −6,6 | −3,0 | −0,6 | 5,1  | 8,4  | 10,1 | 9,8  | 6,6  | 2,4  | −1,4 | −4,7 | ⌀ | 1,6  |
|                       |      |      |      |      |      |      |      |      |      |      |      |      |   |      |
| Niederschlag (mm)     | 75   | 58   | 66   | 59   | 89   | 100  | 112  | 100  | 76   | 59   | 61   | 84   | Σ | 939  |
|                       |      |      |      |      |      |      |      |      |      |      |      |      |   |      |
| Sonnenstunden (h/d)   | 1    | 3    | 3    | 6    | 5    | 6    | 6    | 5    | 5    | 4    | 2    | 1    | ⌀ | 3,9  |
|                       |      |      |      |      |      |      |      |      |      |      |      |      |   |      |
| Regentage (d)         | 2    | 4    | 3    | 4    | 6    | 3    | 2    | 2    | 4    | 4    | 4    | 6    | Σ | 44   |

| −7,0 |

| −6,6 |

| −3,0 |

| −0,6 |

| 5,1 |

| 8,4 |

| 10,1 |

| 9,8 |

| 6,6 |

| 2,4 |

| −1,4 |

| −4,7 |

| −7,0 |

| −6,6 |

| −3,0 |

| −0,6 |

| 5,1 |

| 8,4 |

| 10,1 |

| 9,8 |

| 6,6 |

| 2,4 |

| −1,4 |

| −4,7 |

## Geschichte

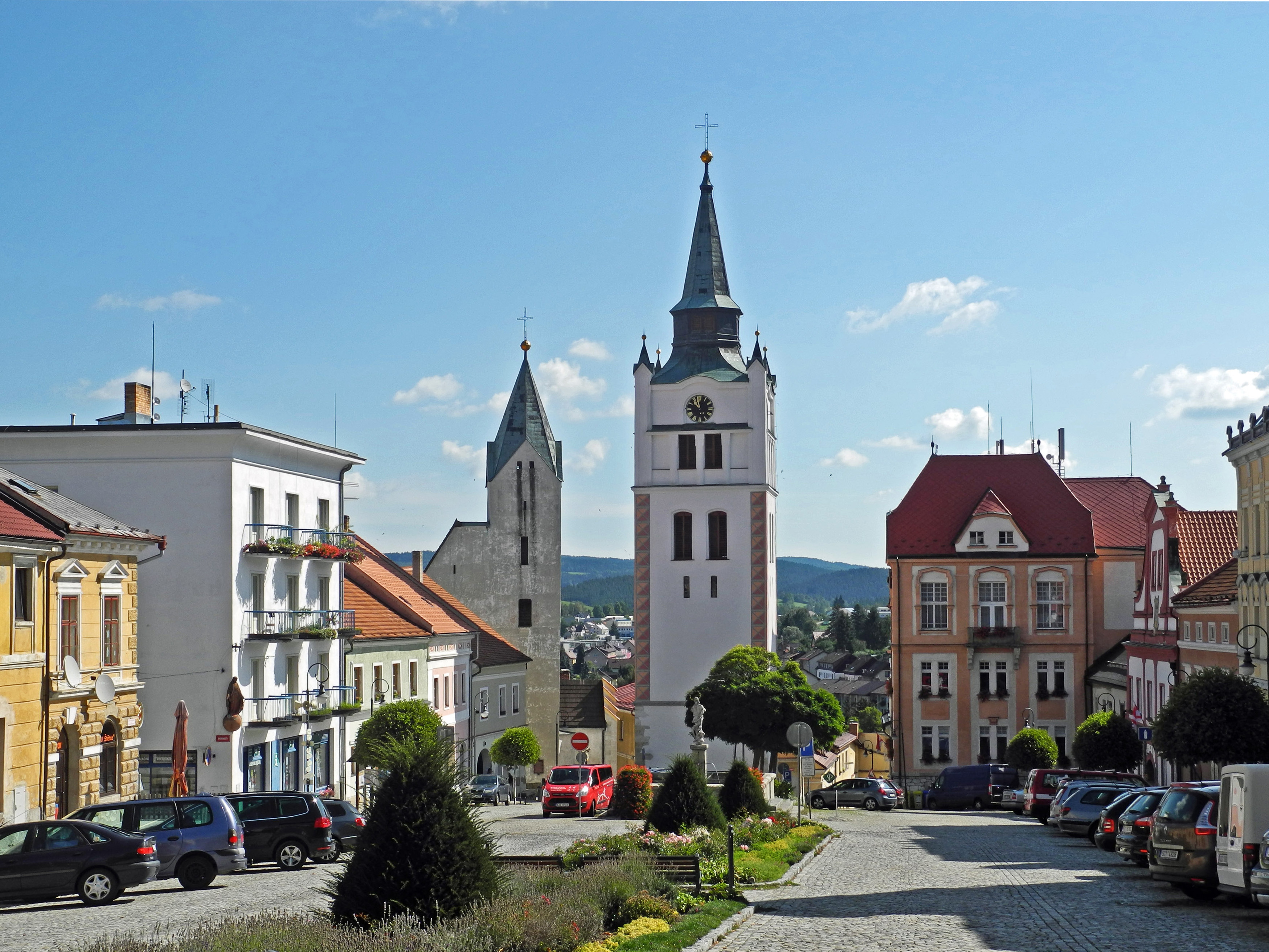
Historischer Marktplatz

Der größte Teil der Umgebung von Vimperk wurde in der Urzeit von weitläufigen Flächen dichter Urwälder bedeckt. Erste Bemühungen, diesen zu durchdringen, machten benediktinische Mönche aus Windberg, welche 1174 die Siedlung Klášterec erbauten. Die Mönche errichteten weitere Siedlungen und benannten diese nach ihren ehemaligen Wohnorten. Eine von diesen bekam den Namen Windberg. Einen Aufschwung erlebte das ganze Gebiet durch die Gründung einer neuen Abzweigung des berühmten Goldenen Steiges, welcher ab dem 13. Jahrhundert in die Marktsiedlung unter der Burg von Vimperk führte. Der Dreißigjährige Krieg und die Einfuhr des Salzes über Budweis nach Böhmen bedeuteten das Ende des Goldenen Steiges und Vimperk sowie die ganze Gegend mussten neue Quellen für den Lebensunterhalt suchen. Es kam zur Entwicklung der Glasindustrie.
Im 15. Jahrhundert gründete der umherziehende Drucker aus Passau Johann Alacraw in Winterberg die erste Druckerei Böhmens. Er druckte lateinische, deutsche und tschechische Inkunabeln und den ersten tschechischen Kalender für das Jahr 1485. 1870 gründete Johann Steinbrener dort Druckereien und im Jahre 1874 seinen eigenen Verlag J. Steinbrener, der bis heute besteht. Weit verbreitet waren seine Gebetbücher, die teilweise luxuriös mit Materialien wie Leder, Schildpatt, Perlmutt, Elfenbein und Schlangenleder gebunden waren. Ab 1874 wurden dort Volks-, Soldaten-, Lehr- und Vergnügungskalender herausgegeben.
Seit dem 19. Jahrhundert waren viele Menschen in den Industriebetrieben und in den Druckereien in Vimperk beschäftigt. 
In Folge des Münchner Abkommens von 1938 war die Stadt bis 1945 als Teil des Landkreises Prachatitz an Bayern angeschlossen. Den Industriecharakter behielt die Stadt auch in der kommunistischen Ära. Nach der Samtenen Revolution im Jahr 1989 wurden eine ganze Reihe von Betrieben geschlossen. Vimperk sucht zurzeit eine neue Identität und möchte sie überwiegend im Tourismus finden.

## Bevölkerung
Bevölkerungsentwicklung bis 1945
| Jahr | Einwohner |
| ---- | --------- |
| 1869 | 6.656     |
| 1880 | 7.224     |
| 1890 | 7.751     |
| 1900 | 8.320     |

| Jahr | Einwohner |
| ---- | --------- |
| 1910 | 8.768     |
| 1921 | 8.172     |
| 1930 | 8.674     |

Bevölkerungsentwicklung nach Ende des Zweiten Weltkriegs
(Stand: 31.12. des jeweiligen Jahres)
| Jahr | Einwohner |
| ---- | --------- |
| 1971 | 6.766     |
| 1980 | 7.493     |
| 1990 | 8.278     |
| 2000 | 8.426     |

| Jahr | Einwohner |
| ---- | --------- |
| 2010 | 7.708     |
| 2020 | 7.400     |
| 2022 | 7.347     |

## Städtepartnerschaften
Am 20. September 2003 schloss die Stadt Vimperk mit der Stadt Freyung (Deutschland) einen Vertrag über die Partnerschaft und Zusammenarbeit ab.

## Kultur und Sehenswürdigkeiten

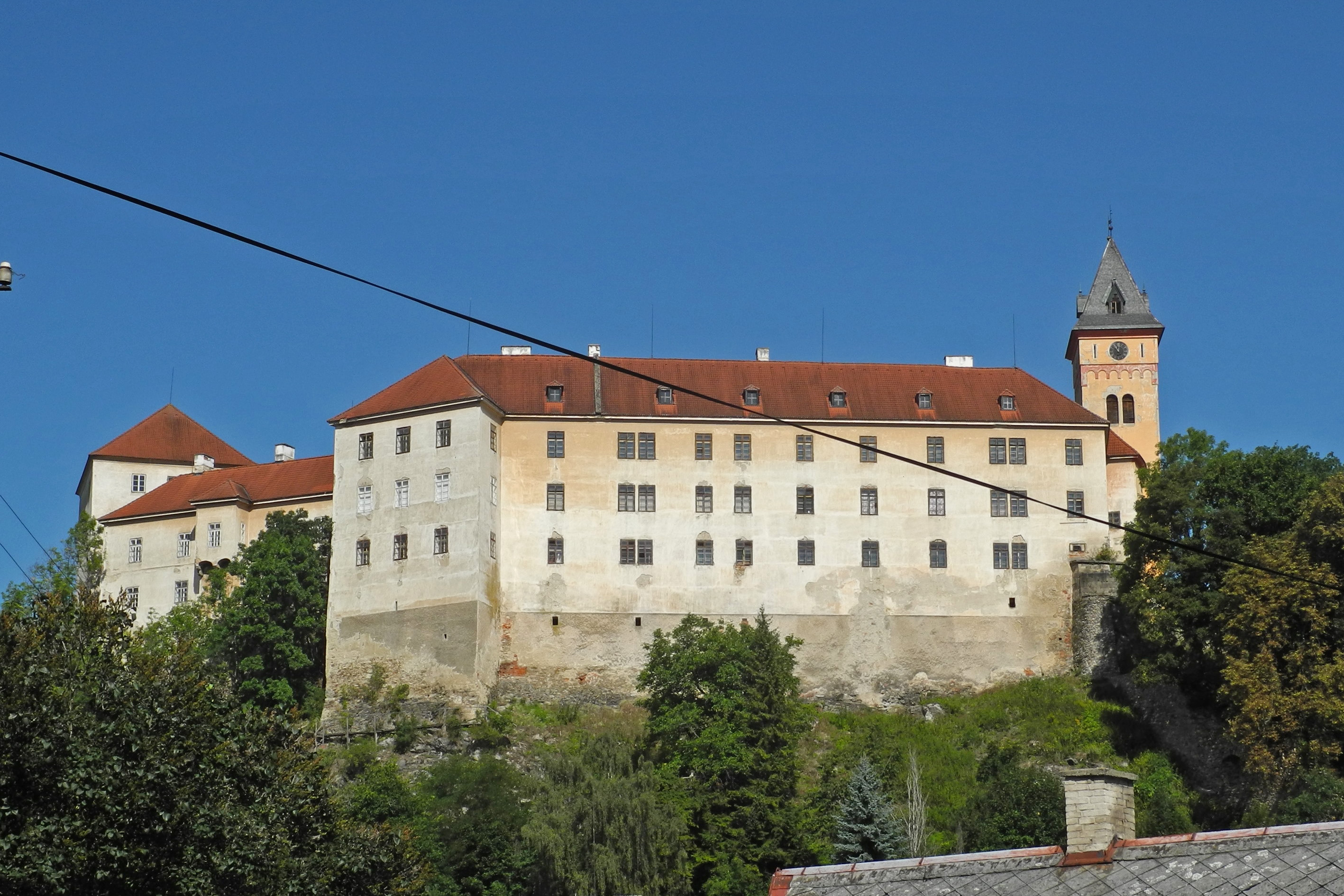
Schloss Vimperk

### Museen
- Schlossmuseum, Zámek 1[6]
- Spätgotische Stadtbefestigung[7]
- In der Partnerstadt Freyung gibt es ein Heimatmuseum über die Stadt Vimperk.

### Filmtheater
Im städtischen Kulturzentrum befindet sich das Kino Šumava.

### Musik
- Jedes Jahr im Mai findet das Musikfestival Majáles statt.[8]

### Bauwerke

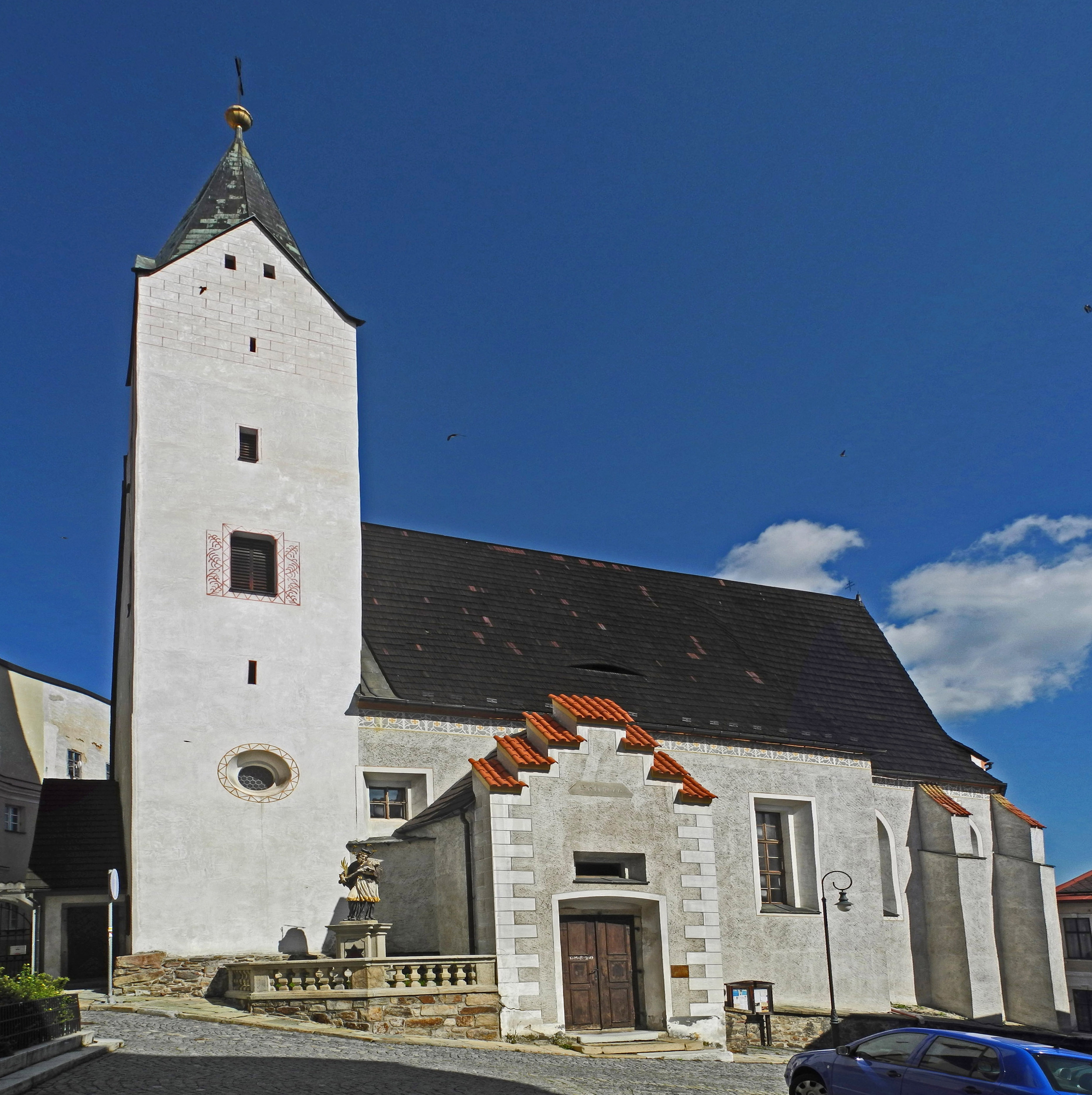
Mariä Heimsuchung

- Schloss Vimperk, 1698 wurde von Fürst Johann Adolf von Schwarzenberg aus der ehemaligen Burg von 1260 das Schloss erbaut, heute Stadtmuseum mit Exponaten der örtlichen Glaserzeugung (seit 1359), Holzverarbeitung und der Buchdruckerkunst (seit 1484). Oberhalb davon befindet sich die Ruine Haselburg.
- Die Pfarrkirche Mariä Heimsuchung befindet sich am Beginn des Stadtplatzes. Das Erbauungsjahr der Kirche ist mit 1365 angegeben, es ist aber nicht auszuschließen, dass das Bauwerk wesentlich älter ist. Die Kirche besitzt ein asymmetrisches Doppelschiff mit einem Kirchturm in der Südwestecke und einer im Jahr 1500 angebauten St.-Anna-Kapelle. Weitere Umbauten wurden um 1600 sowie im 18. und 19. Jahrhundert durchgeführt. Das Kirchenschiff ist von einem Netz-Kreuzgewölbe überwölbt. An der Nordseite ist eine fragmentarische Wandmalerei aus dem 15. Jahrhundert zu erkennen, die die 10.000 Märtyrer darstellt. Der Hochaltar ist mit einer Schönen Madonna von 1410 geschmückt. Im Hochaltar und im verglasten Grabmal befinden sich Reliquien des heiligen Innozenz aus dem Jahr 1768.
- Altes Rathaus Altes Rathaus⊙

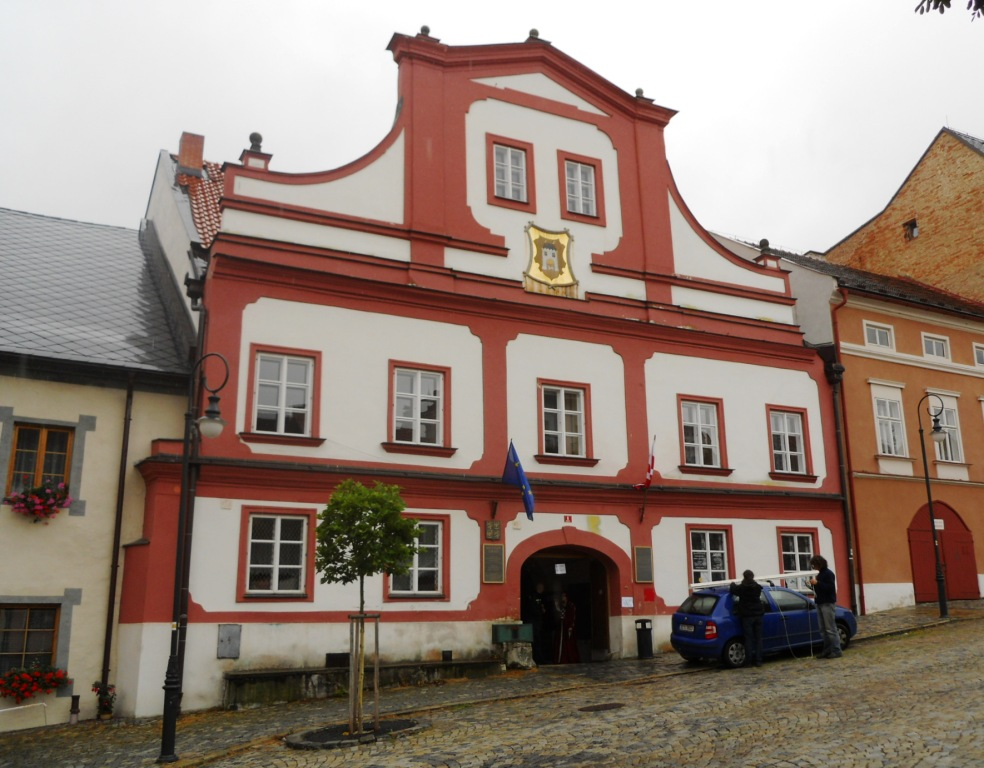
Altes Rathaus

- Kirche des Hl. Bartholomäus (Alter Friedhof) Hl. Bartholomäus

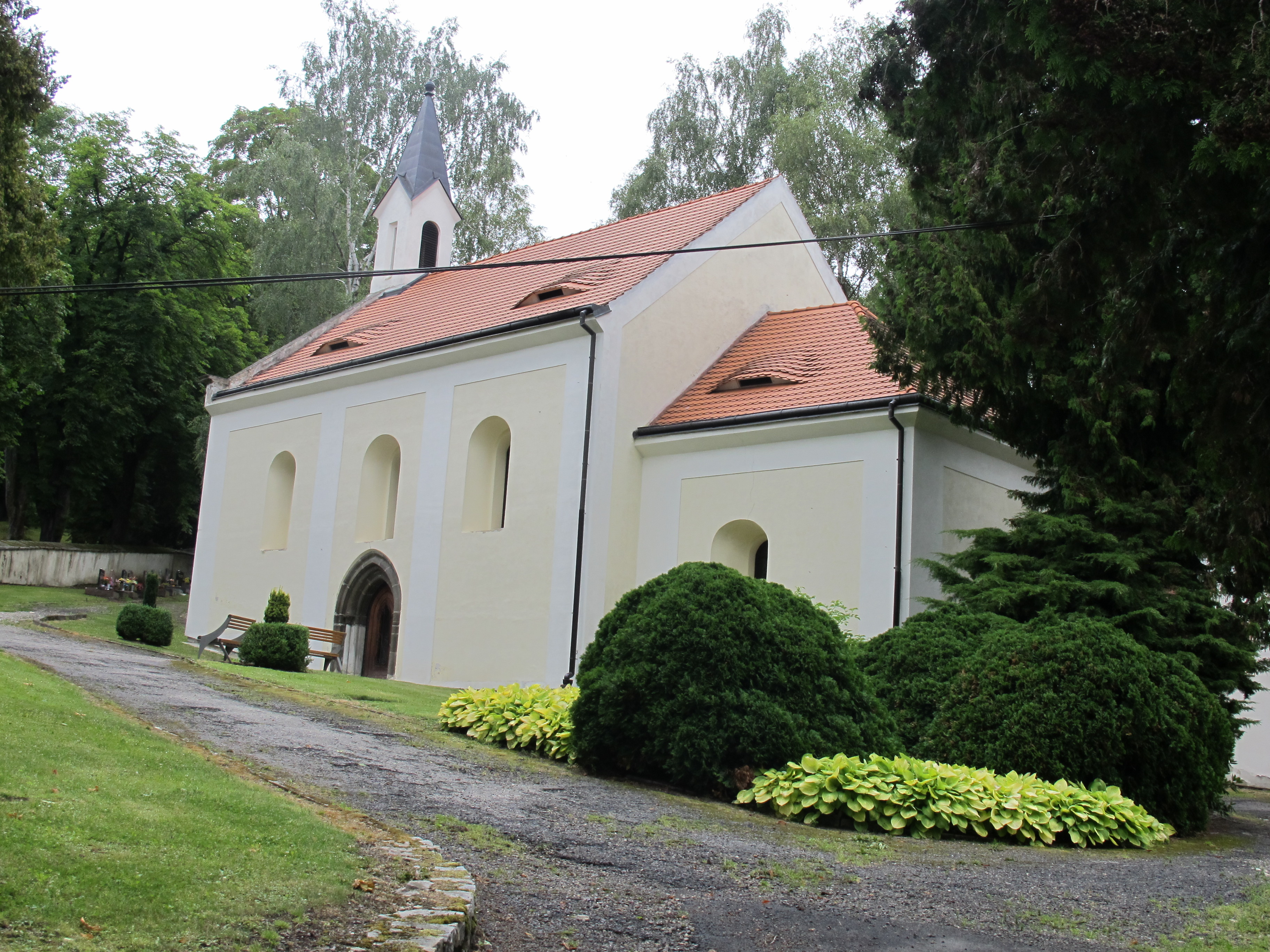
Hl. Bartholomäus

### Grünflächen und Naherholung
- Arboretum (Městský park)⊙
- In der Umgebung befindet sich das Urwaldgebiet um den Berg Boubín (Kubany) mit einem Naturlehrpfad.
- Kreuzweg (Křížová cesta) ⊙

### Regelmäßige Veranstaltungen
- Ende August wird jedes Jahr das zweitägige Schlossfest veranstaltet.

## Wirtschaft und Infrastruktur

### Unternehmen
In der Stadt befand sich ein Werk der Tesla a.s. Dieses arbeitete seit 1991 für die Firma Rohde & Schwarz, welches das Werk 2001 komplett übernahm und bis heute betreibt.

### Öffentliche Einrichtungen
- Stadtverwaltung Vimperk
- Städtische Umweltbehörde
- Nationalparkverwaltung Šumava Nationalparks Šumava (Böhmerwald)
- Staatliche Forstverwaltung
- Finanzamt für Südböhmen
- Krankenhaus

### Bildung
- Grundschulen
- Mittelschule Nerudovka
- Künstlerschule
- Allgemeines Gymnasium und Sportgymnasium

### Verkehr
Durch Vimperk führt die Schnellstraße 4 von Prag nach Passau und München. Die Stadt liegt an der Regional-Eisenbahnlinie 198 Strakonice - Volary.

### Sport
- Eisstadion (Zimní stadion)⊙
- Vodník (Sportovní a rekreační areál)⊙
- Inline-Bahn (In-line dráha)⊙
- Freibad (Koupaliště) ⊙
- Fußballverein (TJ Šumavan Vimperk) ⊙

## Söhne und Töchter der Stadt
- Adalbert Fuchs (1779–1854) aus Rabitz (Hrabice), Professor an der Wiener Ingenieur-Akademie, Vater von Adalbert Nikolaus Fuchs, Großvater des Augenarztes Ernst Fuchs (Mediziner, 1851)
- Johann Steinbrener (1835–1909), böhmischer Verlagsunternehmer
- Franz Heissler (1868–1945), österreichischer Bergingenieur und Politiker
- Josef Puhani (1878–1947), Autor des Werks Chronologische Notizen zur Geschichte von Winterberg und Umgebung: 1195–1926, 128 Seiten[9]
- Adolf Hoch (1910–1992), österreichischer Architekt, Nationalsozialist und Olympiasieger
- Jiří Teml (* 1935), tschechischer Komponist
- Walter Eder (1941–2009), deutscher Althistoriker
- Isolde Stark (* 1945), deutsche Althistorikerin und Kinderbuchautorin
- Tereza Němcová (* 1987), Radrennfahrerin

## Rezeption in der Literatur
Der Altenpfleger Jan Kraus, einer der beiden Protagonisten des Romans Winterbergs letzte Reise von Jaroslav Rudiš, stammt aus Vimperk.